# Mick Jackson

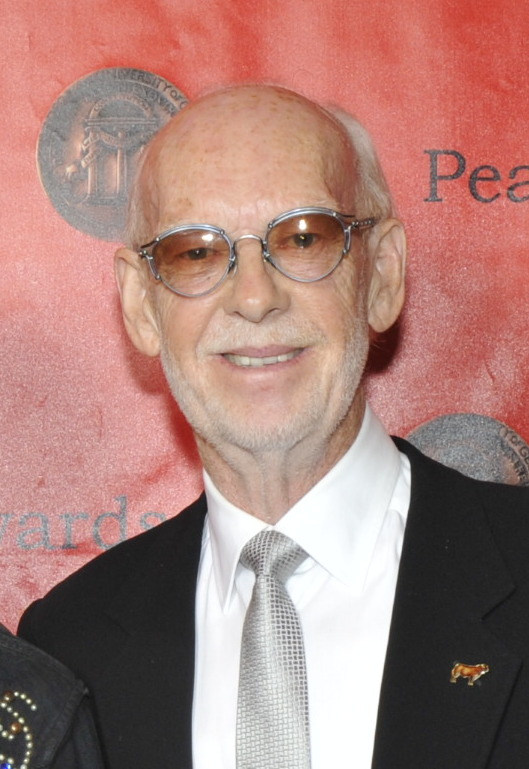
Mick Jackson nel 2011

Mick Jackson (Grays, 4 ottobre 1943) è un regista e produttore televisivo britannico.

## Biografia
Nel 1996 il film per la televisione L'asilo maledetto, da lui diretto, vince il Golden Globe per la "miglior miniserie o film per la televisione"; nel 2000 il film TV I martedì da Morrie diretto da Jackson vince il premio Emmy per il "migliore film per la televisione". Nel 2010 Jackson ha vinto un premio Emmy per la "migliore regia per una miniserie o film per la televisione", grazie al film Temple Grandin - Una donna straordinaria, che allo stesso tempo ha vinto l'Emmy per il miglior film TV.

## Filmografia parziale

### Cinema
- Doppio inferno (Chattahoochee) (1989)
- Pazzi a Beverly Hills (L.A. Story) (1991)
- Guardia del corpo (The Bodyguard) (1992)
- Amnesia investigativa (Clean Slate) (1994)
- Vulcano - Los Angeles 1997 (Volcano) (1997)
- Soldifacili.com (The First $20 Million Is Always the Hardest) (2002)
- La verità negata (Denial) (2016)

### Televisione
- Connections – serie TV, 10 episodi (1978)
- Ipotesi sopravvivenza (Threads) – film TV (1984)
- Life Story – film TV (1987)
- A Very British Coup – film TV (1988)
- L'asilo maledetto (Indictment: The McMartin Trial) – film TV (1995)
- I martedì da Morrie (Tuesdays with Morrie) – film TV (1999)
- Live from Baghdad – film TV (2002)
- Laboratorio mortale (Covert One: The Hades Factor) – miniserie TV (2006)
- Figlia del silenzio (The Memory Keeper's Daughter) – film TV (2008)
- Temple Grandin - Una donna straordinaria (Temple Grandin) – film TV (2010)